# Gathynia fumicosta
Gathynia fumicosta är en fjärilsart som beskrevs av W. Warren 1896. Gathynia fumicosta ingår i släktet Gathynia och familjen Uraniidae. Inga underarter finns listade i Catalogue of Life.